# Sagalo
Sagalo is een gemeente (commune) in de regio Kayes in Mali. De gemeente telt 14.300 inwoners (2009).
De gemeente bestaat uit de volgende plaatsen:
- Alamakolon
- Dacounta
- Darsalam II
- Diré-Dara
- Diré-Goumaka
- Diré-Kébaly
- Diré-Wologo
- Diréhoun
- Dittin
- Fari
- Galama
- Kondoya
- Niaréya
- Sagalo
- Sabérékoulo
- Sitaniyengué
- Timbo
- Yalaya